# Венецуелски залив
Венецуелският залив (на испански: Golfo de Venezuela) е залив в южната част на Карибско море край северозападните брегове на Венецуела и крайните североизточни брегове ва Колумбия, между полуостровите Гуахира на запад и Парагуана на изток. На залива имат излаз венецуелските щати Сулия и Фалкон и колумбийският департамент Гуахира. Заливът има стратегическа важност като плавателен път до Карибско море, по който се превозва добития нефт от находищата в Маракайбо. В самия залив също има находища на нефт и природен газ.

## География
Дължина от запад на изток 231 km, а ширина при входа (между носовете Еспада на запад и Салинас на изток) 98 km. В южната си част се съединява с езерото Маракайбо чрез проток с ширина 6,5 – 22 km и дълбочина 11 m. Дълбочината на залива се мени от 18 до 71 m. В източната му част в брега на полуостров Парагуана се врязва залива Коро. Бреговете на Венецуелския залив са ниски и необработвани, поради песъчливата почва. Височината на приливите не надвишава 1 m.

## История
Заливът е открит от европейците на 9 август 1499 г., когато испанска експедиция под командването на Алонсо де Охеда, съпровождан от Америго Веспучи, изследва бреговете на Южна Америка, събирайки информация и наименувайки новите земи. Водите на залива се обект на граничен спор от времето, когато Колумбия и Венецуела придобиват независимост от Испания през XIX век. Испанската империя не начертава граници в района, тъй като местното племе вайю оказват съпротива на колонизаторите. Сухопътната граница е окончателно определена през 1941 г., но не и морската.